# Mike Spike Froidl
Michael „Mike Spike“ Froidl (* 17. Dezember 1964 in Regen, Bayerischer Wald) ist ein deutscher bildender Künstler, Film- und Buchautor.

## Leben
Mike „Spike“ (eigentlich: Michael) Froidl wuchs ab 1970 in München auf. Von 1985 bis 1991 absolvierte er ein Studium der Malerei an der Akademie der Bildenden Künste München bei Robin „Bluebeard“ Page, der ihn zum Meisterschüler ernannte. Von 1994 bis 1997 war Froidl Assistent in der Klasse Page. Daneben hatte er von 1990 bis 1998 Unterricht beim Zenmönch K. Kuwahara in der Kunst der fernöstlichen Kalligraphie. Ende der 1990er Jahre war Froidl Mitglied der Anarchistischen Pogo-Partei Deutschlands (APPD) und im Bundestagswahlkampf 1998 "Schattenaußenminister" der Partei.

## Werk
Seit seiner Kindheit in den 1970er Jahren war Froidl einerseits durch die Comickultur beeinflusst, andererseits durch das Werk der alten Meister wie Albrecht Dürer. Froidl hat sich sogar mehrere Dürermotive großflächig tätowieren lassen: „Die vier Reiter der Apokalypse“, „Ritter, Tod und Teufel“ etc. Froidl war 1990 in die Live Talkshow Club 2 des österreichischen Fernsehens eingeladen, um als Kunstmaler mit Experten über das Phänomen Tätowierung zu diskutieren. Froidl wird aber auch inspiriert durch Künstler der Moderne wie Toulouse Lautrec und Egon Schiele.

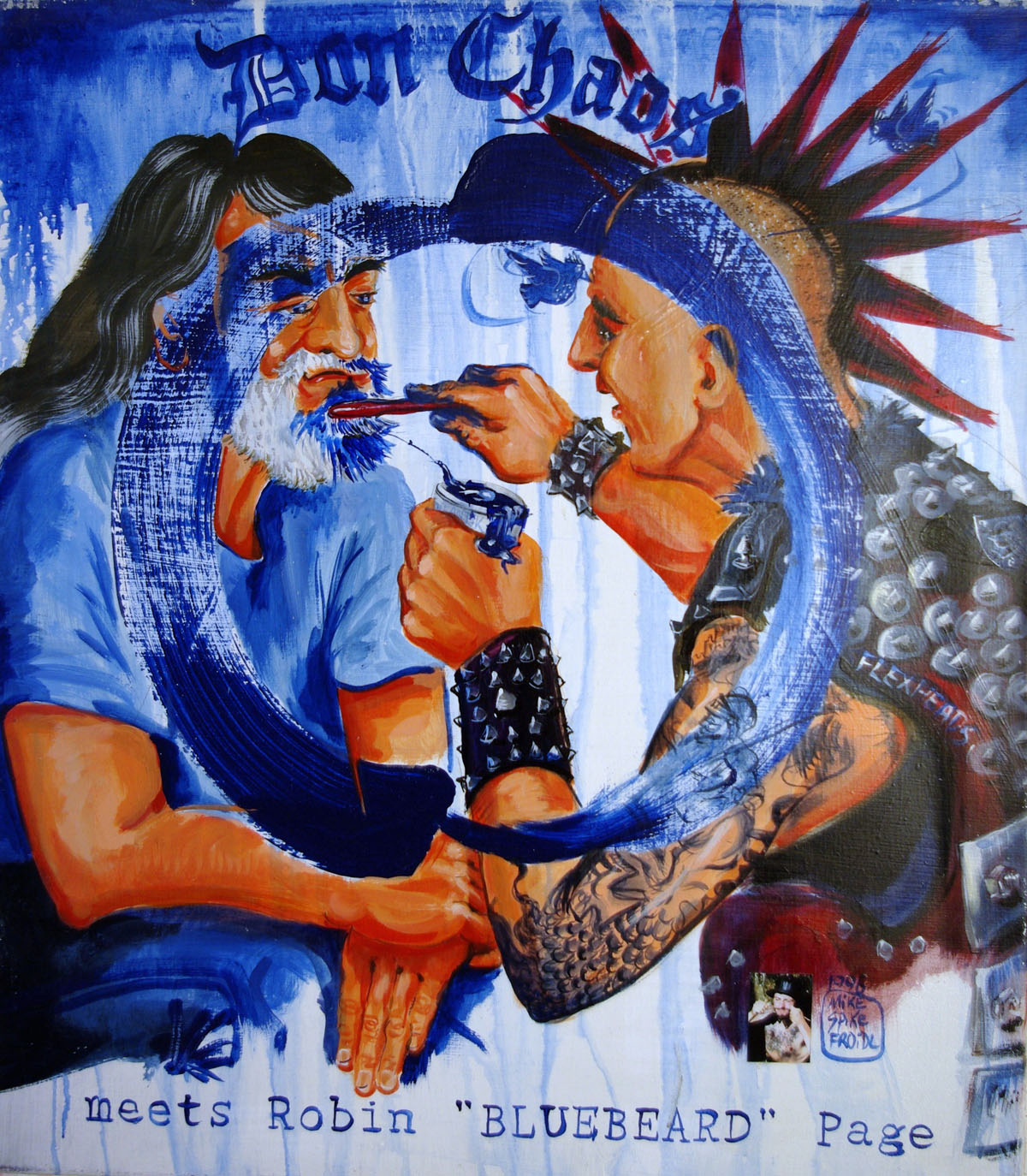
Mike Spike Froidl macht Robin Page zu „Bluebeard“

Seit Mitte der 1980er Jahre ist Mike Spike Froidl in der Münchener Punkszene aktiv. Auf seiner Punkgeburtstagsfete am 17. Dezember 1985, auf der Froidl und seine Punkfreunde sich die Irokesenschnitte nachfärbten, wurde der schneeweiße Holzfällerbart des eingeladenen Kunstakademieprofessors Robin Page blau eingefärbt. Das inspirierte Page, dass er nach 1987 für immer seinen Bart blau trug und sich fortan „Bluebeard“ nannte. Diesen blauen Bart behielt „Bluebeard“ bis zu seinem Tod am 12. Mai 2015 in Kanada.
1986 gründet Mike Spike Froidl die Aktions- und Performancegruppe „Flexheadorden“. Es entstehen Film- und Fotowerke.
In dieser Zeit beginnt er auch mit Kampfkunsttraining, das ihn im Laufe der Jahre zur Meisterschaft im philippinischen Modern Arnis und im japanischen Aikido führt. Die Bilder aus den achtziger Jahren tragen eine deutliche comichafte Sprache. Beispielhaft dafür ist die Porträtserie berühmter deutscher Punks und die Schlachtenbilder, beispielsweise über die Jugoslawienkriege und den Zweiten Golfkrieg im Irak.
Mit dem Kalligraphiestudium beim japanischen Zenmönch Kuwahara spielen ab Mitte der 90er Jahre mehr asiatische Bildelemente und Kompositionskonzepte in Froidls Malerei eine Rolle. (Beispiel)
1992 startet Froidl eine Performanceaktion in Spanien, die ihm den Beinamen „Don Chaos“ gibt: Er reiste in selbstgebauter Ritterrüstung aus Dachblech als moderner Don Quijote als „Don Chaos“ wochenlang durch Spanien und dokumentiert diese Aktionen in Film, Fotos (Beispiel) und Zeichnungen.
1997 reiste Froidl nach China und dokumentierte seine Eindrücke in dem dort gedrehten Film „Don Chaos-Tse“. Im selben Jahr erscheint im Peter Seyferth-Verlag sein Buch „Pogo-Do – der Weg des Kampftanzes“.

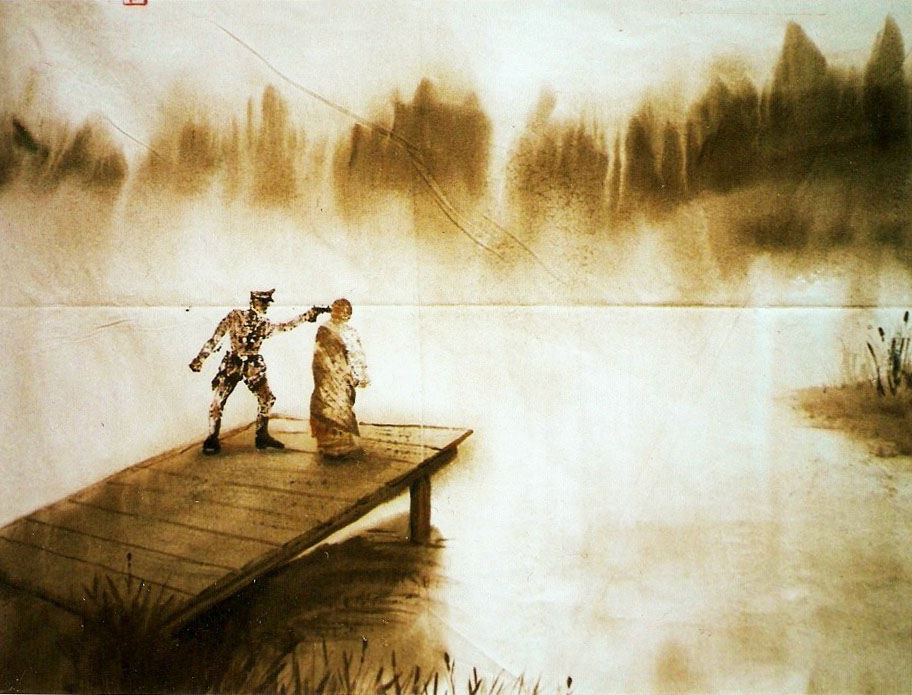
Verstörendes Detail aus romantischem Rollbild „Kein Mangel – Kein Überfluss“

Seit seinem Umzug nach Berlin (1998) malt Froidl nun ausschließlich Rollbilder im Stil der japanischen Kakemono. Froidls Werke sind eine Mischung von fernöstlicher und westlicher Maltechnik mit einer politischen oder gesellschaftskritischen Botschaft. Es fließen Drucktechniken wie zum Beispiel Linolschnitt in seine Arbeiten ein.
2005 erhielt der Künstler in der von den Münchner Projektraum-Kuratoren und Kultur-Aktivisten Michael Wladarsch (84 GHz) und seiner Frau Sylvia Katzwinkel veranstalteten Outdoor Galerie auf dem Corso Leopold von der bayerischen Polizei eine Strafanzeige wegen angeblicher Verbreitung von Pornografie. Froidls Werk wurde von der Polizei beschlagnahmt. Wenige Zeit später stellte die Staatsanwaltschaft München das Verfahren ein und bestätigte damit, dass die Kunst Froidls kein Porno, sondern Kunst ist. 2013 bekam das Kulturprojekt 84 GHz für seine Leistungen für das Münchner Kulturleben den Schwabinger Kunstpreis – Laudator Mike Spike Froidl.
Mit seinen Bildserien wie beispielsweise „Climate Change“, „Fukushima“, und „Festung Europa“ reagiert Mike Spike Froidl auf die politischen und gesellschaftlichen Umbrüche und Verwerfungen des aktuellen Zeitgeschehens.

## Film
Die wiederkehrenden Chaostage der Punks in Hannover (1994 bis 2000) dokumentiert Froidl in Filmen, sowie in einer Serie von Straßenschlachtgemälden. Mike Spike Froidl erscheint in Person und mit seiner Kunst in den Punk-Politsatirefilm „Nie wieder Arbeit“ von 1998 (M. Mayr aka De Sastro)
und im Spielfilm Chaostage – We Are Punks!, 2008 von Tarek Ehlail. Mike Spike Froidl wird als Kunstschaffender in dem Dokumentarfilm „Mia san dageng“ 2007 von Oli Nauerz und Katz Seger dokumentiert.

## Ausstellungen

### Auswahl Einzelausstellungen
- 2024 „Mike Spike Froidl - Beyond No Future, Loft im Künstlerhaus am Lenbachplatz  München“[19]
- 2023 „Mike Spike Froidl - Is there a Planet B.?, Department of Volxvergnuegen, München“[20]
- 2022 „Klima Revolution“, AMK Kunstkeller, Altötting[21]
- 2021 „Masked Chaos“, Galerie Riederer, Grafing[22]
- 2020 „ Maskenball für Alle! “, Kunstverein Ebersberg[23]
- 2019 “Fight with a Tiger”, Galerie Mopia, Zürich[24]
- 2018 „1918 Räterepublik-1968 Rebellion-2018 Ratlose Republik“, 84 GHZ, München[25]
- 2017 „Jagdszenen“, 84 GHZ, München[26]
- 2016 „A Tribute To Fluxus“, Grapple&Strike, Bremen[27]
- 2015 „I colored R.Page to Bluebeard“, Galerie 84 GHz, München[28]
- 2014 „Climate Change“, Galerie Whatulookinart, Berlin[29]
- 2013 „Free Pussy Riot“, Galerie Mopia, Zürich[30]
- 2012 „Climate Change“, Galerie 84 GHz, München[31]
- 2011 „Kriegsbeil45“, Galerie Weltraum, München[32]
- 2010 „Kill, Kill the poor“, Galerie Bauchhund, Berlin[33]
- 2009 „Antigentrification“, Galerie C. Hertz, Bremen[34]
- 2008 „Kill Magellan“, Bookay Gallery, Manila, Philippinen,
- 2007 „Knut Kidnapping“ Galerie Unikat, Wien,[35] „Knut Kidnapping“ Galerie Labor, Berlin, „Knut Kidnapping“ Galerie P.I.A, Zürich
- 2006 „Gewalterlebnispark“, Galerie Schillerpalais, Berlin, „Gewalterlebnispark“, Galerie Top Dada 39, Wien
- 2005 „Friedrich der Saupreusse“, Galerie Michl, München, „Friedrich der Saupreusse“, No Pasaran, Hamburg
- 2004 „Nibelungen“, Galerie 84 GHz, München, „Nibelungen“, Galerie Total Bar, Zürich
- 2003 „Bomb me Home“, Galerie Knoth&Krüger, Berlin, „Bomb me Home“, Galerie Pod Aniołem, Toruń, Polen
- 2002 „Global Terror“, Bauhaus/Alternatives Jugendzentrum, Dessau, „Global Terror“, Ungdomshuset, Kopenhagen
- 2001 „Don Chaos Returns“, Galerie Stauffacher, Zürich, „Don Chaos Returns“, Gallery Mazzanykralichek, Pilsen, Tsch.
- 2000 „Crusade“, Centrum Sztuki Współczesnej Zamek Ujazdowski, Warschau, Polen

### Auswahl Ausstellungsbeteiligungen
- 2022 NABU Ausstellungsbeteiligung „Planet Art Dialoge“, Freie Akademie der Künste, Hamburg[36]
- 2020 „Freche Geishas“, Salzmannfabrik, Kassel[37]
- 2019 „Planet Art Festival“, Kühlhaus, Berlin[38]
- 2017 „Rebellion der Kreaturen“, Galerie Muster-Meier, Bern[39]
- 2016 „A Tribute to Robin Page“, Kunstverein Ebersberg bei München[40]
- 2015 „A Tribute To Bluebeard“, Galerie Whatulookinart, Berlin[41]
- 2015 „Fortress Europe“, Galerie Whatulookinart, Berlin[42]
- 2014 „Welt in Flammen“, Galerie 84 GHz, München[43]
- 2014 Kunstverein GRAZ, Regensburg[44]
- 2013 Festung Europa, 84 GHz, München,[45]
- 2010 „Crossover“, Galerie Knyrim, Regensburg[46]
- 2009 „Weltraum“, Lothringer13, München[47]
- 2007 „Galerie 84 GHz“, München[48]
- 2006 „48 Stunden Neukölln“, Rock ’n’ Roll Hospital, Berlin
- 2005 „Corso Leopold“ mit der Galerie 84 GHz, München
- 2004 „Bunny Hill“, Münchner Kammerspiele
- 2003 „Jap. Kalligraphie“, Künstlerhaus am Lenbachplatz, München
- 2002 „Documenta11“, Reclaim the Documenta, Kassel[49]
- 2001 „Hybrid Video Tracks“, Neue Gesellschaft für Bildende Kunst, Berlin

### Filmografie
- 2022 Is there a planet B.?[50]
- 2020 Preußen First! Bismarcks Imperium[51]
- 2019 Deutschland halts Maul! Preußens Revolution von oben in den Befreiungskriegen[52]
- 2017 Luther fuck off[53]
- 2013 Justine, Pussriot painting clip,[54] Laudatio 84 GHz[55], Ai Wei Wei-Kunst der Aufklärung Clip[56]
- 2012 Flex-Kune-Do Directorscut[57], Invasion der Weganer

- 2011 Kampf um den Treptower Berg, Das Kriegsbeil 45[58]
- 2010 Germania 2.0, Theseus - nackt und roh, Invasion Schweiz
- 2009 OOBlase, War Fat Art
- 2008 Knutzilla, Die Antiwalküre, The Battle of Mactan, Adolf Warhole
- 2007 Knutentführung aus dem Zoo
- 2005 Friedrich der große Saupreusse, Waffen-SS in Estland
- 2004 Nibelungen